# Crystal Brook
Crystal Brook is een plaats in de Australische deelstaat Zuid-Australië en telt 1185 inwoners (2006).